# Wattpad
Wattpad je online platforma pro psaní a čtení různých článků, příběhů, fikcí, poezie přes platformy jako mobilní telefon či počítač a tablet. Vznikla v roce 2006, pochází z Kanady, je ale rozšířena po celém světě. Polovina uživatelů je ze Spojených států amerických, ostatní pocházejí z jiných částí světa včetně Česka. Obsah tvoří uživatelé této aplikace, ti mají šanci se jejími příběhy proslavit. Uživatelé mají možnost příběhy komentovat a "lajkovat" prostřednictvím hvězdiček u každé kapitoly příběhu či článku. Mnoho uživatelů má nyní možnost knihu vydat a v Americe mají oblíbení autoři možnost dokonce knihu zfilmovat, nebo z ní udělat seriál. Například filmová série After je zfilmovaná fikce z wattpadu na Harryho Stylese.